# City Cobra
City Cobra – solowy album rapera Chakuza. Promował go utwór Eure Kinder.

## Lista utworów
1. Intro
2. Gott sei Dank
3. Wo sind sie jetzt?
4. Tage des Donners
5. Eure Kinder (featuring Bushido)
6. Hollywoodreif
7. Killamusic
8. Augen auf, Klappe zu
9. Sollten alle untergehen
10. City Cobra (featuring RAF)
11. Salem	Reinhören
12. Was glaubst du? (featuring Sprachtot)
13. Ein verdammter Song
14. Diese Eine
15. Over the Top
16. Outro